# Anta do Senhor da Serra
Die Anta do Senhor da Serra, auch bekannt unter dem Namen Pedra dos Mouros, ist eine Megalithanlage in Zentralportugal, nordwestlich von Lissabon in der Gemeinde (Freguesia)  União das freguesias de Queluz e Belas im Kreis (Concelho) Sintra, Distrikt Lissabon.
Anta, Mámoa, Dolmen, Orca und Lapa sind die in Portugal geläufigen Bezeichnungen für die ungefähr 5000 Megalithanlagen, die während des Neolithikums im Westen der Iberischen Halbinsel errichtet wurden.

## Denkmalpflege
Die Anlage wurde bereits im Jahre 1856 durch den portugiesischen Geologen Carlos Ribeiro entdeckt und 20 Jahre danach 1867 archäologisch untersucht. Im Jahre 1910 wurde die Anta zusammen mit den benachbarten Anten Anta do Monte Abraão und Anta da Estria unter dem Namen Antas de Belas als Monumento Nacional eingetragen und geschützt.
Die bereits zum Zeitpunkt der Ausgrabung bis auf drei große Tragsteine (Orthostaten) zerstörte Fundstelle wurde auch nach der Eintragung in die Denkmalliste nur unzureichend geschützt. 2010 zerbrach einer der drei Steine in mehrere Stücke. Die Anlage ist für die Öffentlichkeit nicht erschlossen; der Zugang ist aufgrund der umliegenden Bebauung kaum möglich.

## Befund

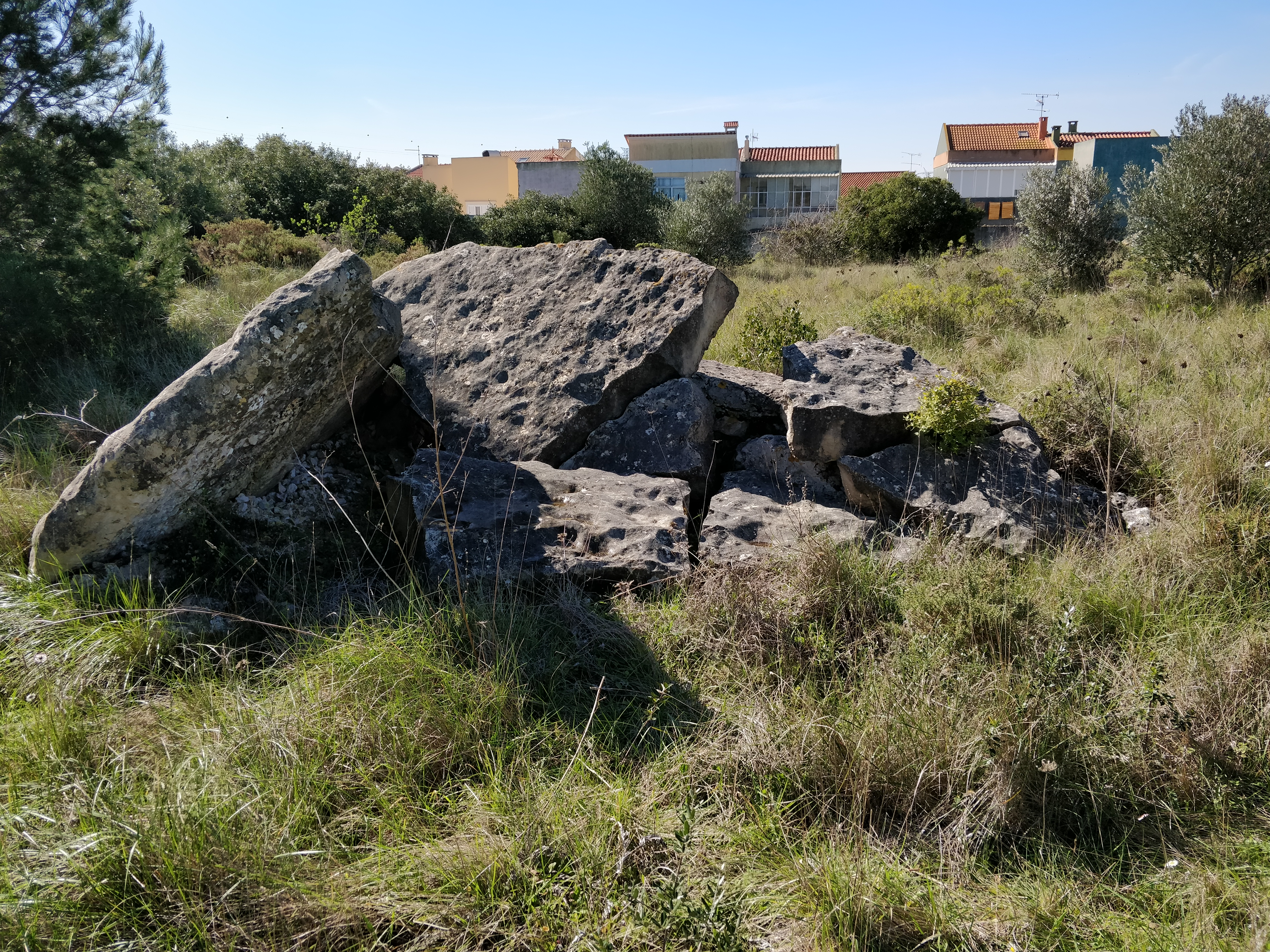
Anta do Senhor da Serra (2019).

Die drei bei der Grabung aufgefundenen Tragsteine (Orthostaten) aus Kalkstein sowie vier weitere Bruchstücke bildeten ehemals eine polygonale Grabkammer von etwa 5 Meter Durchmesser. Ein Gang konnte im stark zerstörten Befund nicht nachgewiesen werden, doch gibt es Anhaltspunkte für eine Überhügelung des Grabes (Mámoa).
Herausragender Fund waren jedoch zwei anthropomorphe Felsgravuren auf dem Tragstein „C“, die zwei schematische Menschendarstellungen, vermutlich Mann und Frau, zeigen.

## Funde
Aufgrund der Beraubung und Zerstörung des Grabes erbrachten die Grabung nur noch wenige Funde, darunter ein Steinbeil und Feuersteinwerkzeuge. Die Funde werden im Museum des Serviços Geológicos de Portugal in Lissabon aufbewahrt.